# 王永春 (石油系统)
王永春（1960年7月—），吉林省乾安县人，毕业于吉林大学，曾是中国石油天然气集团公司副总经理、党组成员、大庆油田有限责任公司总经理，是中共第十八届中央候补委员。2013年8月26日，王永春因“涉嫌严重违纪”接受中纪委调查。

## 仕途
1960年7月，王永春出生在吉林省乾安县。
1983年8月，王永春从吉林大学毕业。
2009年8月，王永春担任大庆油田有限责任公司总经理，一直到2011年4月。
2011年4月，王永春担任中国石油天然气集团公司副总经理、党组成员。

## 落马
2013年8月26日，王永春落马，是为中共十八大后第二位被查的时任中共中央候补委员。 
2014年6月30日，中国共产党中央政治局宣布开除王永春党籍。
2015年7月20日，王永春被控受贿、巨额财产来源不明、国有公司人员滥用职权一案在湖北省襄阳市中级人民法院开庭审理，他被控在2000年至2013年索取或非法收受67个单位和个人财物，折合人民币4856.3011万元，另有4245.514万元的巨额财产不能说明来源（合计9101.8151万元），为他人在油气田区块合作开发事项上提供帮助致使国家利益遭受特别重大损失。
2015年10月13日，襄阳市中院一审宣判，王永春犯受贿罪、巨额财产来源不明罪、国有公司人员滥用职权罪，被判处有期徒刑20年，并处没收个人财产200万元人民币，受贿所得财物及不能说明来源的财产予以追缴，上缴国库。王当庭表示服从法院判决，不上诉。目前王永春被关押在燕城监狱服刑。
2018年3月29日，王永春被减刑七个月，刑期至2033年12月3日止。

## 关联条目
- 石油帮
- 2013年中石油腐败案